# نفطال

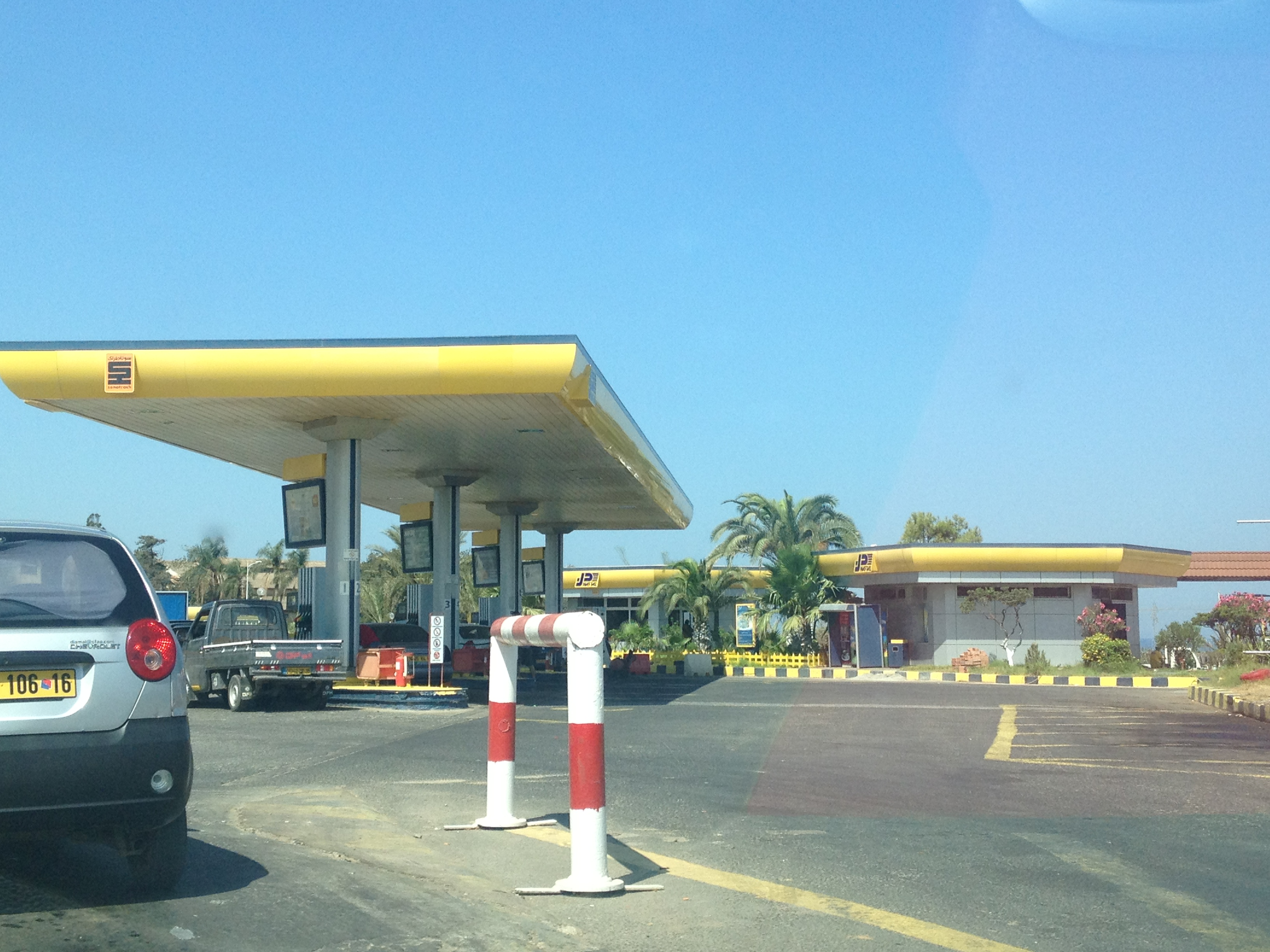
جایگاه پمپ بنزین نفطال

نفطال (به عربی: نفطال) شرکت نفت الجزایری است، که در زمینه تولید و توزیع بنزین، سوخت دیزل، محصولات پتروشیمی و مدیریت جایگاه‌های سوخت فعالیت می‌کند.
شرکت نفطال در سال ۱۹۸۱ راه‌اندازی شد و از سال ۱۹۹۸ زیرمجموعه‌ای از شرکت سوناطراک می‌باشد. این شرکت هم‌اکنون مالک شبکه‌ای از ۱۰ هزار جایگاه پمپ بنزین است. نفطال همچنین دارای ۴ پالایشگاه نفت می‌باشد، که شرکت تابعه آن بنام نفتیک بر آنها مدیریت می‌نماید. دفتر مرکزی این شرکت در شهر الجزیره، الجزایر قرار دارد.